# Уагадугу
Уагаду́гу (фр. Ouagadougou [wa.ga.du.gu]; мооре Ouagadougou [ˈwaɡᵊdᵊɡᵊ]) — столиця та найбільше місто Буркіна-Фасо, є адміністративним, економічним, транспортним та культурним центром країни. Населення понад 2 200 000 станом на 2015 рік, Уагадугу — найбільше місто країни. Часто використовується скорочена назва міста — Уага.
У місті розташовані підприємства харчової та текстильної промисловості. Є міжнародний аеропорт, залізничний вокзал. Культурне життя представлене кінотеатрами, нічними клубами, французьким і американським культурними центрами. Раніше в Уагадугу розташовувався один з найбільших базарів Західної Африки, закритий після пожежі, що сталася 2003 року. Пам'ятками міста є: Національний музей Буркіна Фасо, палац Моро-Наба, Національний музей музики і кілька закладів, що торгують творами традиційних промислів.

## Етимологія назви та історія
Поява топоніма Уагадугу відноситься до XV століття, коли в цих місцях кочували племена скотарів нінсі. Вони були в стані перманентної громадянської війни до 1441 року, коли Вубрі (англ. Wubri), важлива фігура в історії Буркіна Фасо, привів до перемоги своє плем'я. Він змінив стару назву місцевості «Камбіо-Тенга» на «Вугудугу», що означає «місце, де люди завоювали славу і шану». Власне слово Уагадугу (фр. Ouagadougou) з'явилося в результаті впливу французької орфографії, що отримала поширення в колишніх французьких колоніях у Північній Африці.
Місто стало столицею Імперії Мосі в 1441 році й було постійною столицею імператорів Мосі (Моро-Нааба) з 1681 року. Церемонія Моро-Наба і понині проводиться щоп'ятниці самим імператором і його двором. Французи зробили Уагадугу столицею своєї колонії Верхня Вольта (яка в період незалежності отримала свою нинішню назву — Буркіна-Фасо) в 1919 році. В 1954 році місто було пов'язане з Кот-д'Івуаром залізницею. Населення міста подвоїлося в період з 1954 по 1960 роки й з того часу подвоюється кожне десятиліття.

## Географія
Місто Уагадугу, розташоване на плато, у межиріччі Чорної та Білої Вольти, яке розбудовувалось навколо палацу Моро-Наба (король племен Мосі), послідовно було столицею королівства Мосі, Верхньої Вольти й (після її перейменування Томасом Санкара) Буркіна-Фасо. Розташований в центрі провінції Кадіого і Центральної області, бувши їх адміністративним центром.
Залізниця ділить місто на дві частини: північну, де розташовані старі африканські квартали, і південну, де розміщені адміністративні та громадські будівлі.

## Клімат
Клімат субекваторіальний з коротким вологим сезоном (травень-вересень) і тривалим сухим, який триває більшу частину року. Середньорічна кількість опадів 750 мм. Середньорічна температура становить 28,4 °C, з варіаціями від 24,7 °C (січень) до 32,8 °C (квітень).
Найвища зафіксована температура досягла 48 °C, найнижча +9 °C. Головні кліматоутворюючі фактори — харматан і мусони. Спекотно цілий рік: середній максимум варіює в діапазоні +30–40 °C, причому найменші значення досягаються у вологий сезон (липень), а найвищі — перед його початком (квітень).
Уагадугу знаходиться в центрі західної частини африканського регіону Судан — прикордонної зони між сахелем і саваною.
| Клімат Уагадугу                                                     | Клімат Уагадугу | Клімат Уагадугу | Клімат Уагадугу | Клімат Уагадугу | Клімат Уагадугу | Клімат Уагадугу | Клімат Уагадугу | Клімат Уагадугу | Клімат Уагадугу | Клімат Уагадугу | Клімат Уагадугу | Клімат Уагадугу | Клімат Уагадугу |
| Показник                                                            | Січ.            | Лют.            | Бер.            | Квіт.           | Трав.           | Черв.           | Лип.            | Серп.           | Вер.            | Жовт.           | Лист.           | Груд.           | Рік             |
| Абсолютний максимум, °C                                             | 39,8            | 42,3            | 43,8            | 46,1            | 44,5            | 41,3            | 38,8            | 36,6            | 38,6            | 41,0            | 40,5            | 40,1            | 46,1            |
| Середній максимум, °C                                               | 32,9            | 35,8            | 38,3            | 39,3            | 37,7            | 34,7            | 32,1            | 31,1            | 32,5            | 35,6            | 35,9            | 33,4            | 34,9            |
| Середній мінімум, °C                                                | 16,5            | 19,1            | 23,5            | 26,4            | 26,1            | 24,1            | 22,8            | 22,2            | 22,4            | 23,0            | 19,6            | 16,9            | 21,9            |
| Абсолютний мінімум, °C                                              | 8,5             | 10,4            | 14,8            | 16,2            | 17,0            | 17,0            | 15,0            | 17,9            | 17,6            | 17,6            | 13,0            | 9,5             | 8,5             |
| Середня кількість сонячних годин на місяць                          | 287             | 263             | 264             | 256             | 277             | 264             | 240             | 223             | 217             | 273             | 288             | 284             | 3136            |
| Норма опадів, мм                                                    | 0.1             | 0.5             | 5.9             | 26.5            | 66.8            | 97.5            | 176.2           | 214.2           | 121.2           | 33.5            | 1.2             | 0.2             | 743.8           |
| Днів з опадами                                                      | 0               | 0               | 1               | 3               | 8               | 10              | 14              | 16              | 11              | 5               | 0               | 0               | 68              |
| Вологість повітря, %                                                | 24              | 21              | 22              | 36              | 50              | 64              | 72              | 80              | 77              | 60              | 38              | 29              | 48              |
| ------------------------------------------------------------------- | --------------- | --------------- | --------------- | --------------- | --------------- | --------------- | --------------- | --------------- | --------------- | --------------- | --------------- | --------------- | --------------- |
| Джерело: World Meteorological Organization,, Deutscher Wetterdienst |                 |                 |                 |                 |                 |                 |                 |                 |                 |                 |                 |                 |                 |

## Місцеве самоврядування

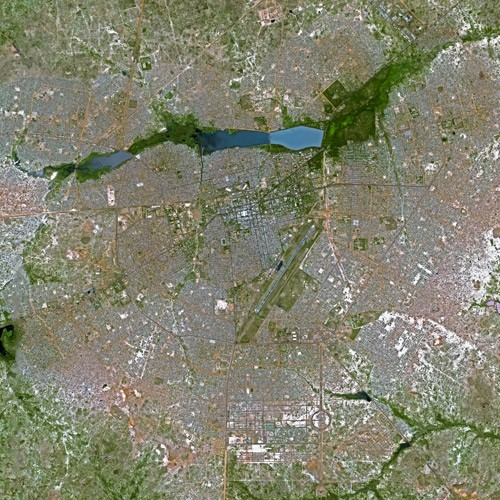
Вид Уагадугу з супутника.

Перші муніципальні вибори були проведені в 1956 році.
Головою міста є мер, який обирається раз на п'ять років. Міська рада складається з 92 членів.
Місто поділено на 5 районів, що складаються з 30 секторів, які, своєю чергою, розділені на округи. В урбанізований ареал Уагадугу площею 219,3 км² входить 17 сіл. Населення цього ареалу досягає 1 475 000 жителів (48 % чоловіки, 52 % жінки). Міське населення становить 95 %, щільність населення 6 727 осіб на квадратний кілометр (2006). Міська рада ухвалила рішення про будівництво в місті висотних будівель, для підтримки статусу «культурного центру» (в Уагадугу проводяться SIAO (Міжнародний Ярмарок Прикладних Мистецтв) і FESPACO (Панафриканський кіно- і телевізійний фестиваль). Крім того, швидко зростальний приплив населення з сусідніх сіл вимагає будівництва житлового фонду.
| Район        | Населення (Перепис 2006) |
| ------------ | ------------------------ |
| Баскай       | 180 512                  |
| Богод        | 374 473                  |
| Булміугу     | 366 182                  |
| Нонгремассом | 188 329                  |
| Сиг-Ногін    | 163 859                  |

## Політика
28 жовтня 2014 року в Уагадугу почалися масові протести, коли на вулиці вийшли сотні тисячі людей, незадоволені новою конституційною реформою. Вони блокували головну дорогу міста, а через побоювання заворушень були закриті всі магазини, школи та університети. Кілька людей почали просуватися за барикади, погрожуючи вийти до парламенту, в результаті чого поліція застосувала сльозогінний газ, і основна частина натовпу пішла додому в другій половині дня. Мирні протести пройшли в більшості міст країни, проте в одній області кілька людей напали на штаб-квартиру керівної партії, але ніхто не постраждав. 31 жовтня 2014 року Президент Буркіна-Фасо Блез Компаоре, який займав пост президента країни протягом 27 років, пішов у відставку.

## Економіка
Торгово-транспортний центр. Міжнародний аеропорт. Бавовноочищувальні, текстильні харчовосмакові (рисоочисні, по переробленню горіхів арахісу і каріте) підприємства; взуттєва фабрика, шинний і цементний заводи, збірка велосипедів і мотоциклів. У ТЕС Уагадугу знаходиться 60 % встановлених потужностей країни. Торговий центр важливого сільськогосподарського району. Килимоткацтво.

## Історія
Університет. Технічний центр тропічного лісу. Засноване в 15-му столітті.

## Туризм і визначні пам'ятки

### Парки
Міський парк Бангр-Веугу (площа — 2,63 км²  (1 кв. миля) в доколоніальні часи належав вождям Мосі. Ліс був священним місцем, де відбувався обряд ініціації. Франзузскій колоністи, ігноруючи місцеві звичаї, створили в цьому місці парк в 1930-х роках. У 1985 році була проведена реконструкція, а в січні 2001 року парк перейменували в «Parc Urbain Bangr-Weoogo», що означає «Міський парк "Ліс знання"».
Інший гідний згадки парк Уагадугу називається «L'Unité Pédagogique»; на його території (8 га) розводять напівдиких тварин. Також тут розміщується музей історії країни. 

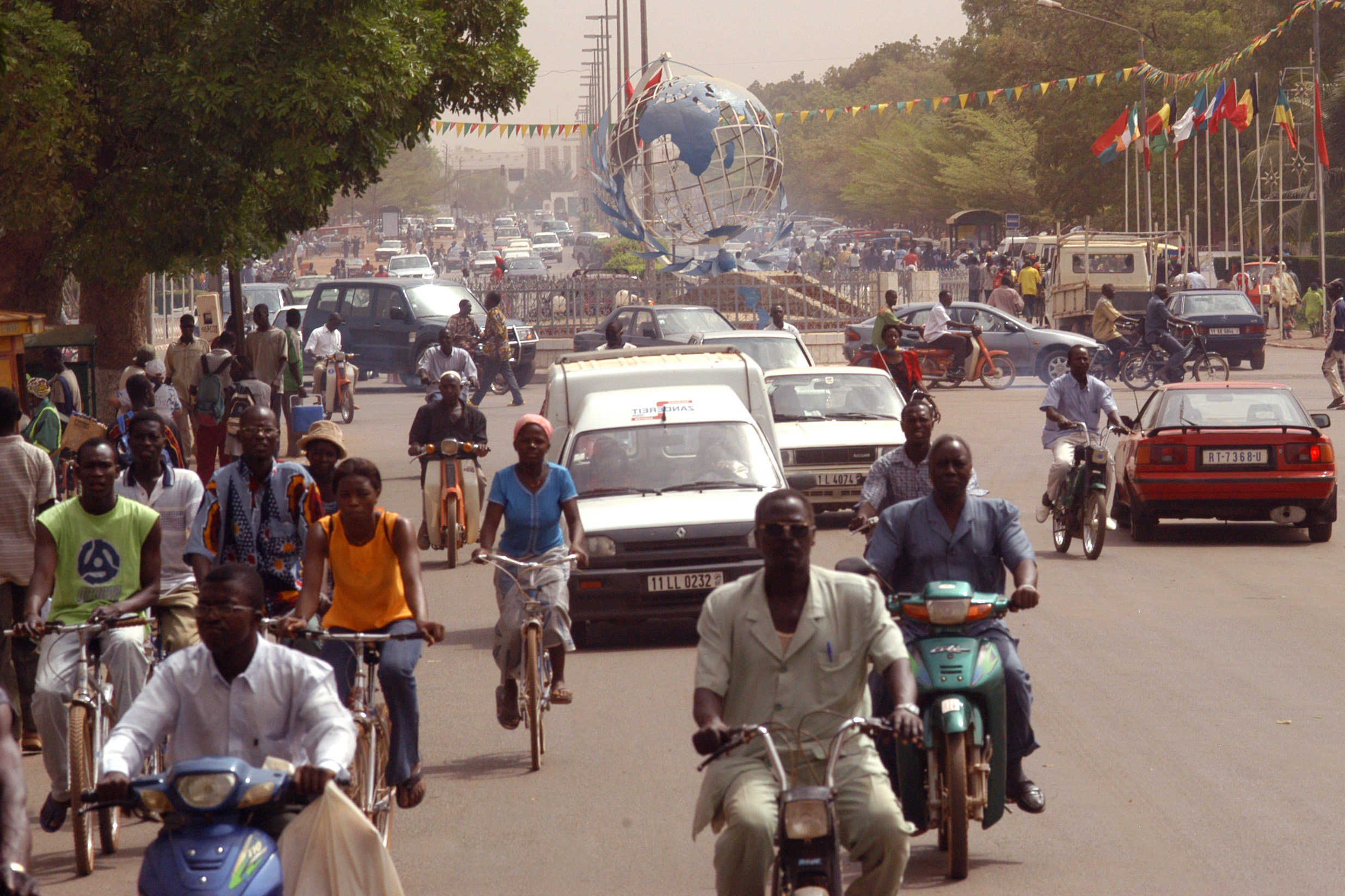
Перехрестя Об'єднаних націй

### Інші пам'ятки
«Нааба Кум» — пам'ятник, що зображає жінку, яка несе горлянку води. 6 метрова статуя звернена обличчям до міського залізничного вокзалу, вітаючи мандрівників, які приїжджають в Уагадугу. Назвою пам'ятник зобов'язаний вождю, що зіграв велику роль в історії країни.
«Лайонго» — розташовані за 30 км на схід від міста гранітні плити, оброблені безліччю скульпторів і являють собою зразки робіт майстрів з усіх п'яти жилих континентів.
«La Place du Grand Lyon» — монумент, присвячений дружбі столиці Буркіна-Фасо і французького Ліона, розташований поруч з Французьким культурним центром ім. Жоржа Мельєса. Являє собою скульптурне зображення великого лева (обігруючи таким чином назву Lion).
Зоопарк «Parc Animalier de Ziniaré» знаходиться за 30 км на схід від міста.
Національний музей музики являє собою зібрання традиційних музичних інструментів народів країни.
Musée de Manega — музей національного побуту народів країни, розташований за 55 км на північний захід від міста.

## Соціальна сфера

### Освіта
Попри низький рівень грамотності жителів, в місті є 10 університетів. Міський Університет Уагадугу заснований в 1974 році. Викладання ведеться французькою і однією з основних місцевих мов (мооре, дьюла, фула). Двомовне навчання в школах (французька + одна з місцевих мов) введено з 1994 року.

### Спорт, культура, дозвілля
Серед жителів міста популярні футбол, волейбол і баскетбол, а також багато різновидів бігу. Змагання проводяться під егідою місцевих об'єднань.
У місті проводяться різні культурні заходи, такі як Maison du Peuple і Salle des Banquets. Також проводяться численні музичні концерти представників найрізноманітніших жанрів: від традиційної музики до репУ.

### Мистецтво
У місті проводяться різні фестивалі: FESPACO (панафриканський фестиваль кіно і телебачення), який є найбільшим фестивалем такого роду в Африці, SIAO (Міжнародний фестиваль мистецтва і ремесел), FESPAM (Панафриканський музичний фестиваль), FITMO (Міжнародний фестиваль театру і театру маріонеток) і FESTIVO.

### Охорона здоров'я
В Уагадугу існують як приватні, так і державні лікарні. Державні лікарні: Центральний національний госпіталь (CHNYO) і центральна дитяча лікарня ім. Шарля де Голля (CHNP-CDG). Однак місцеве населення часто віддає перевагу традиційній медицині допомозі шаманів і цілителів.

## Транспорт
Велика кількість городян пересувається на мопедах і мотоциклах. Так компанія JC Megamonde продає в рік бл. 50 000 мопедів і мотоциклів.
По місту також можна пересуватися на таксі (традиційно пофарбованих у зелений колір). Ціна становить 200–400 франків КФА, після 22 години ціна зростає, доходячи часом до 1000 франків.
Аеропорт Уагадугу (код OUA) здійснює польоти в країни Західної Африки і в Європу. Національний перевізник — компанія Air Burkina.
Місто Уагадугу з'єднане залізницями з Кот-д'Івуаром і містом Кая на півночі країни.

## Міста-побратими
- Квебек, Канада
- Ліон, Франція[16]
- Гренобль, Франція
- Турин, Італія
- Сан-Мініато, Італія
- Лез-ан-Ено, Бельгія
- Ель-Кувейт, Кувейт
- Тайбей, Тайвань[17][18]
- Кумасі, Гана

## Світлини

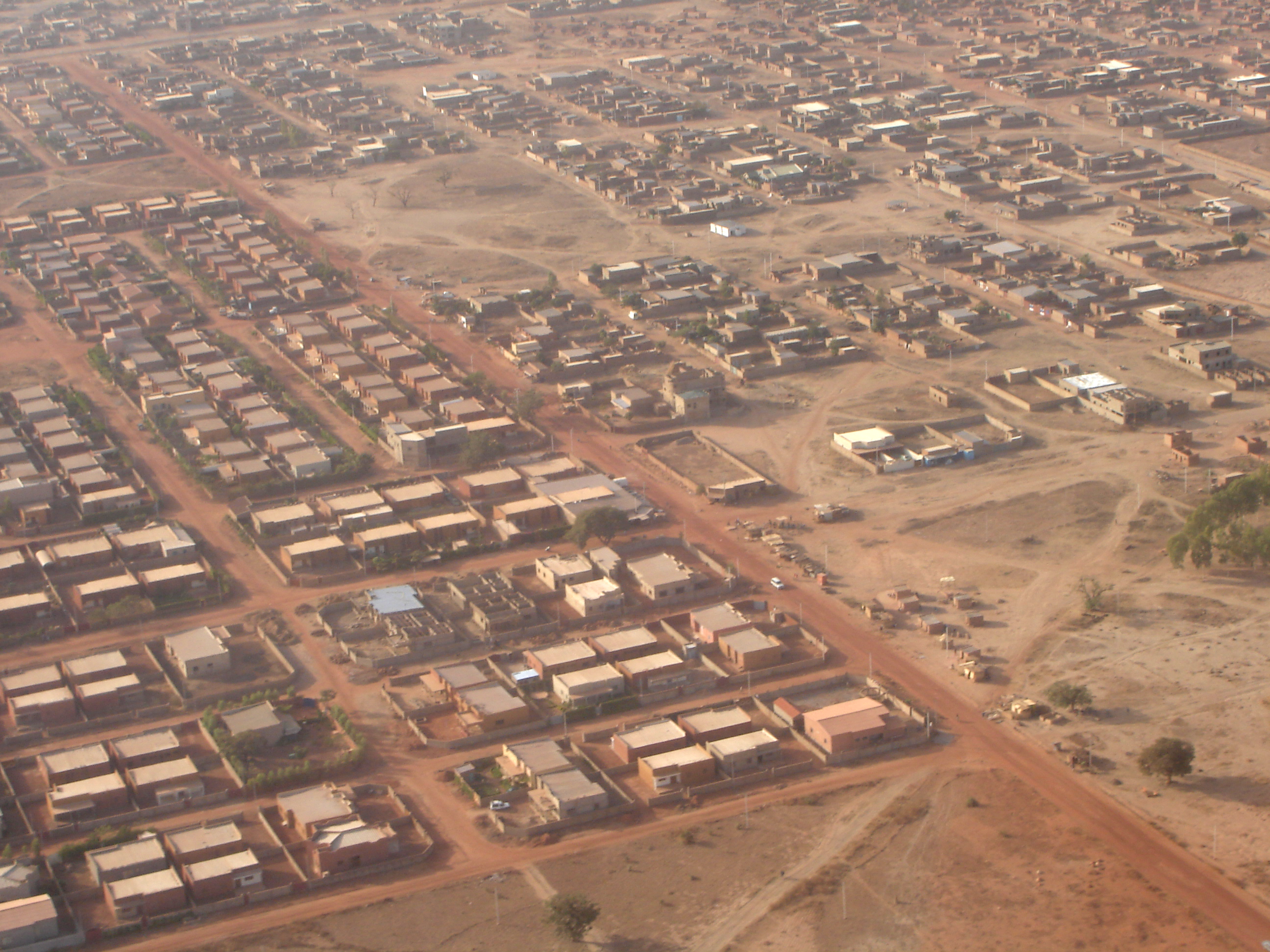
Вид з висоти пташиного польоту
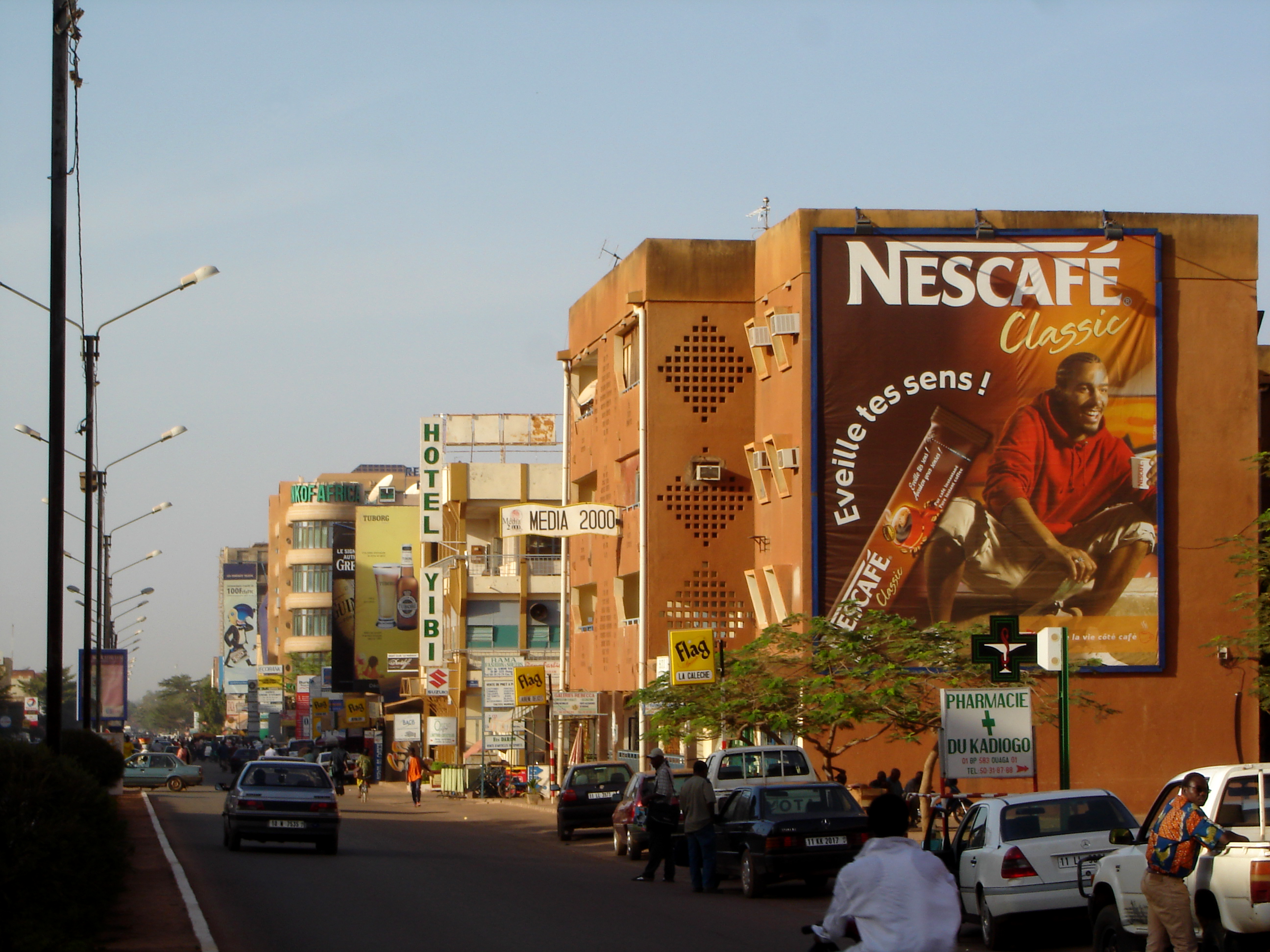
Авеню Кваме Нкрума
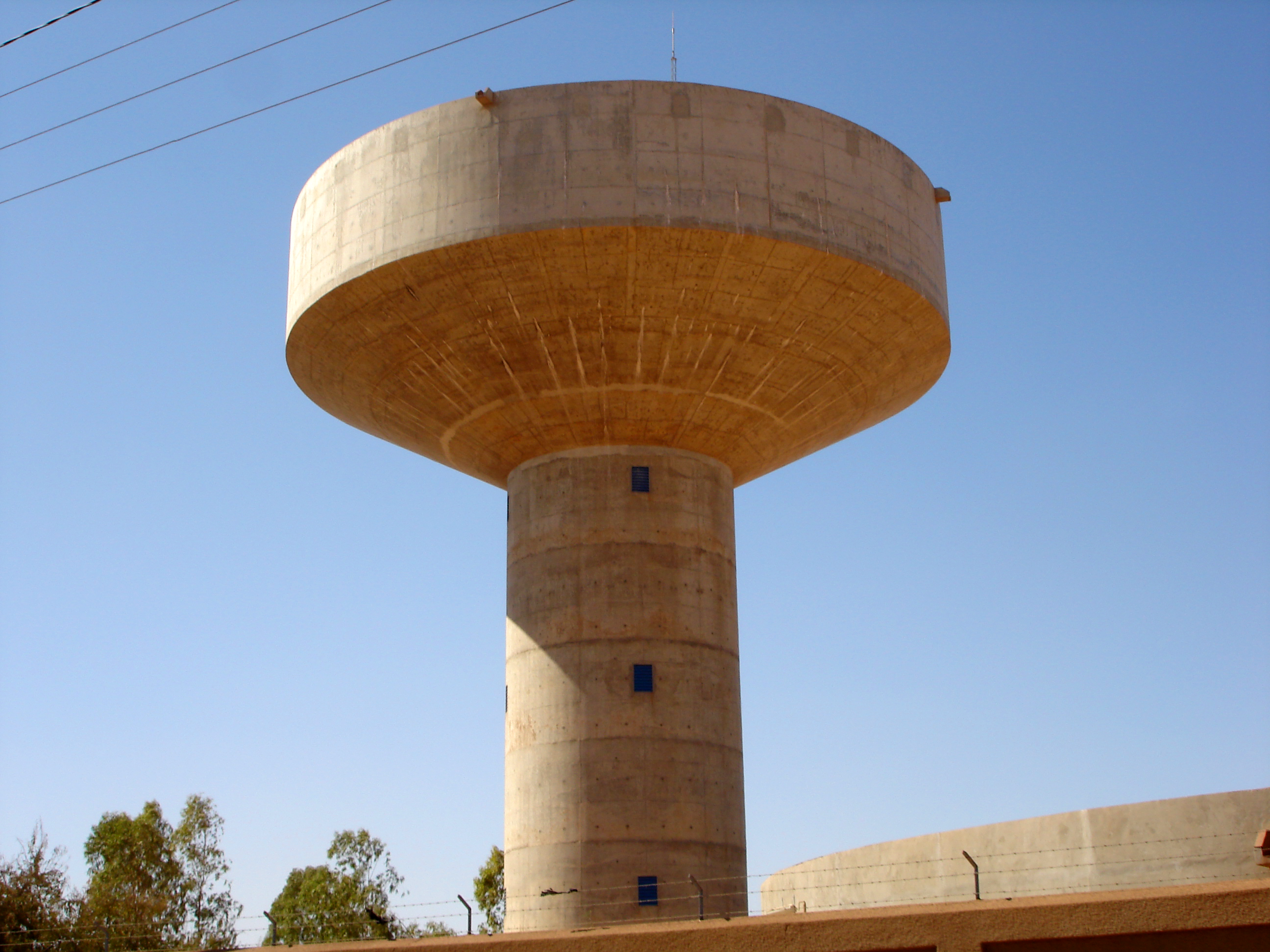
Водонапірна башта
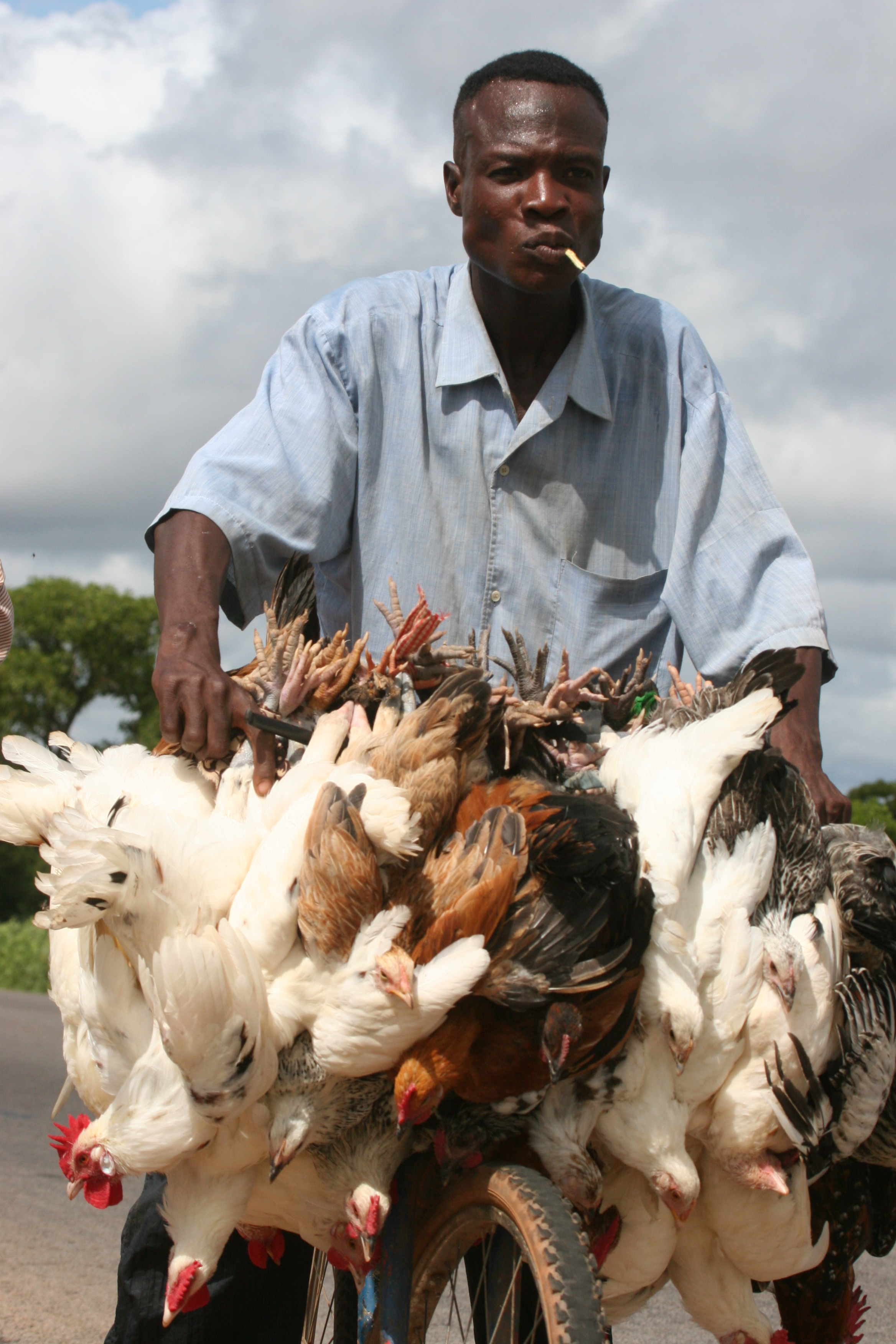
Перевізник курчат
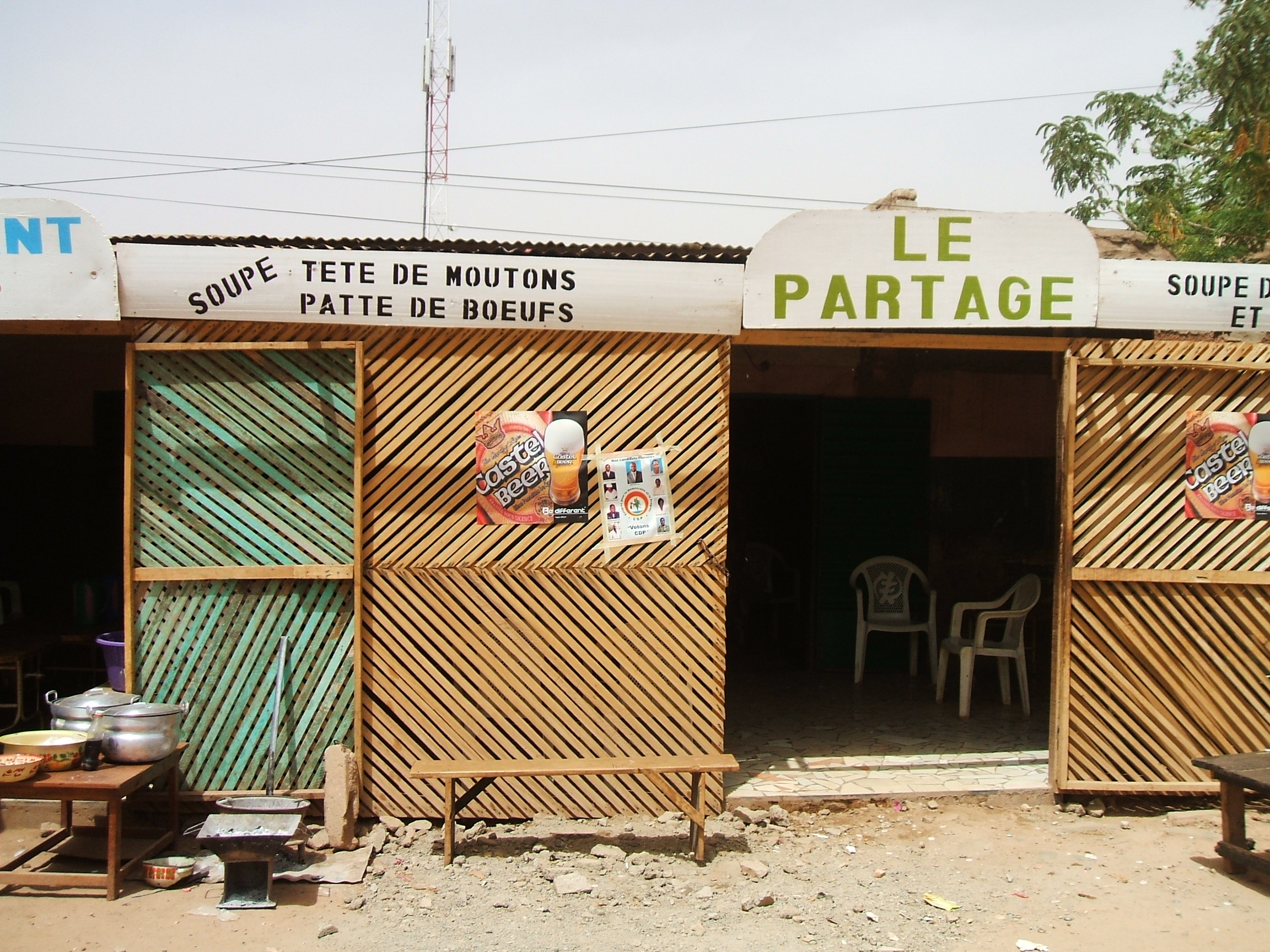
Макіс - стандартний вуличний ресторанчик в Африці
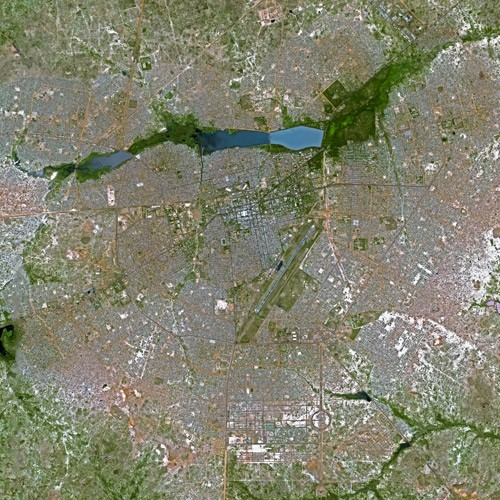
Вид на Уагадугу з космосу.
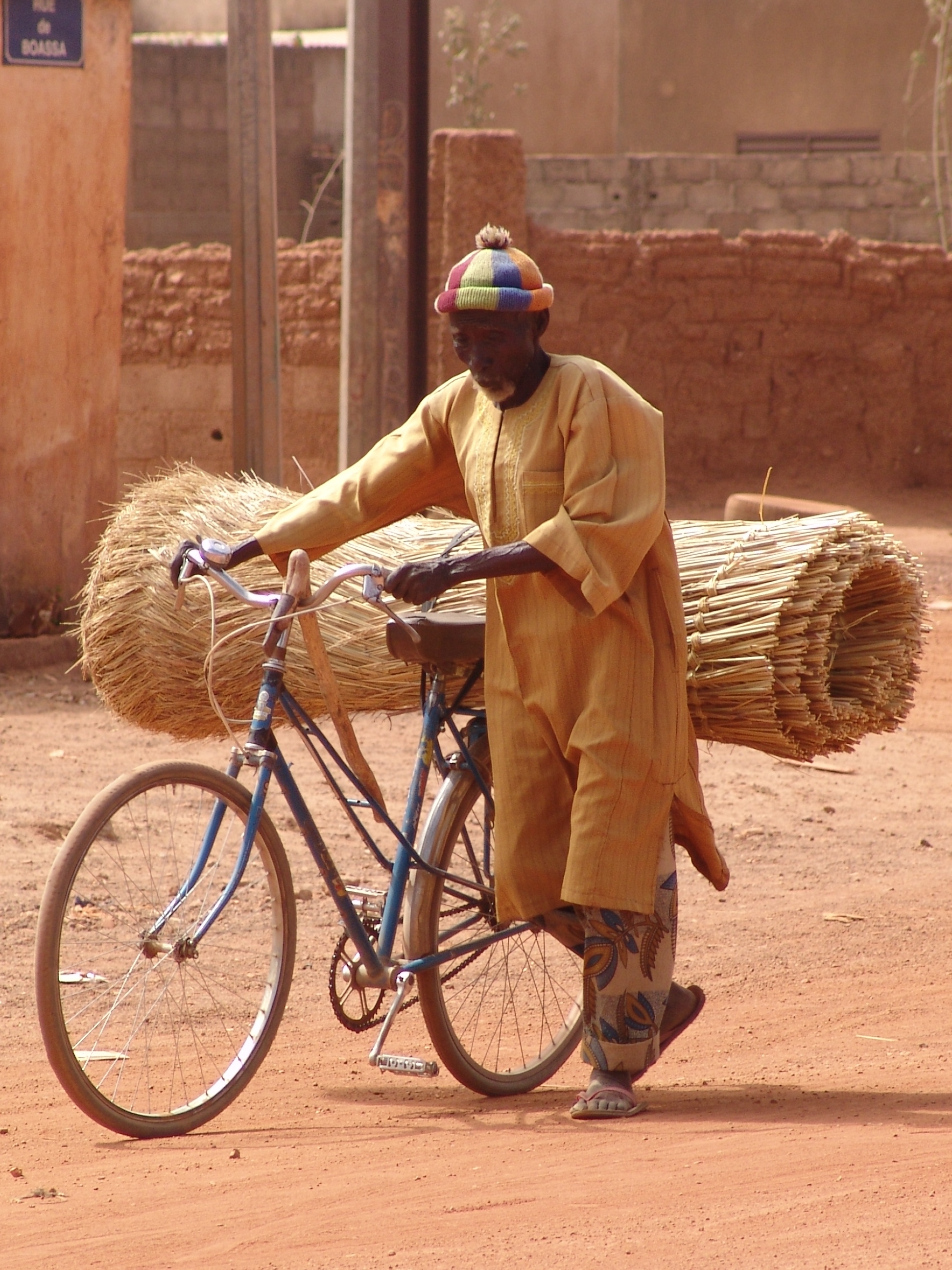
Людина з велосипедом, лютий 2007.
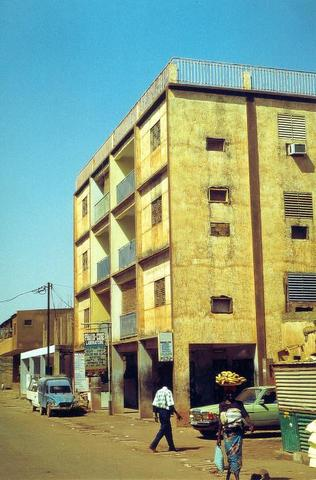
Стандартний будинок в Уагадугу
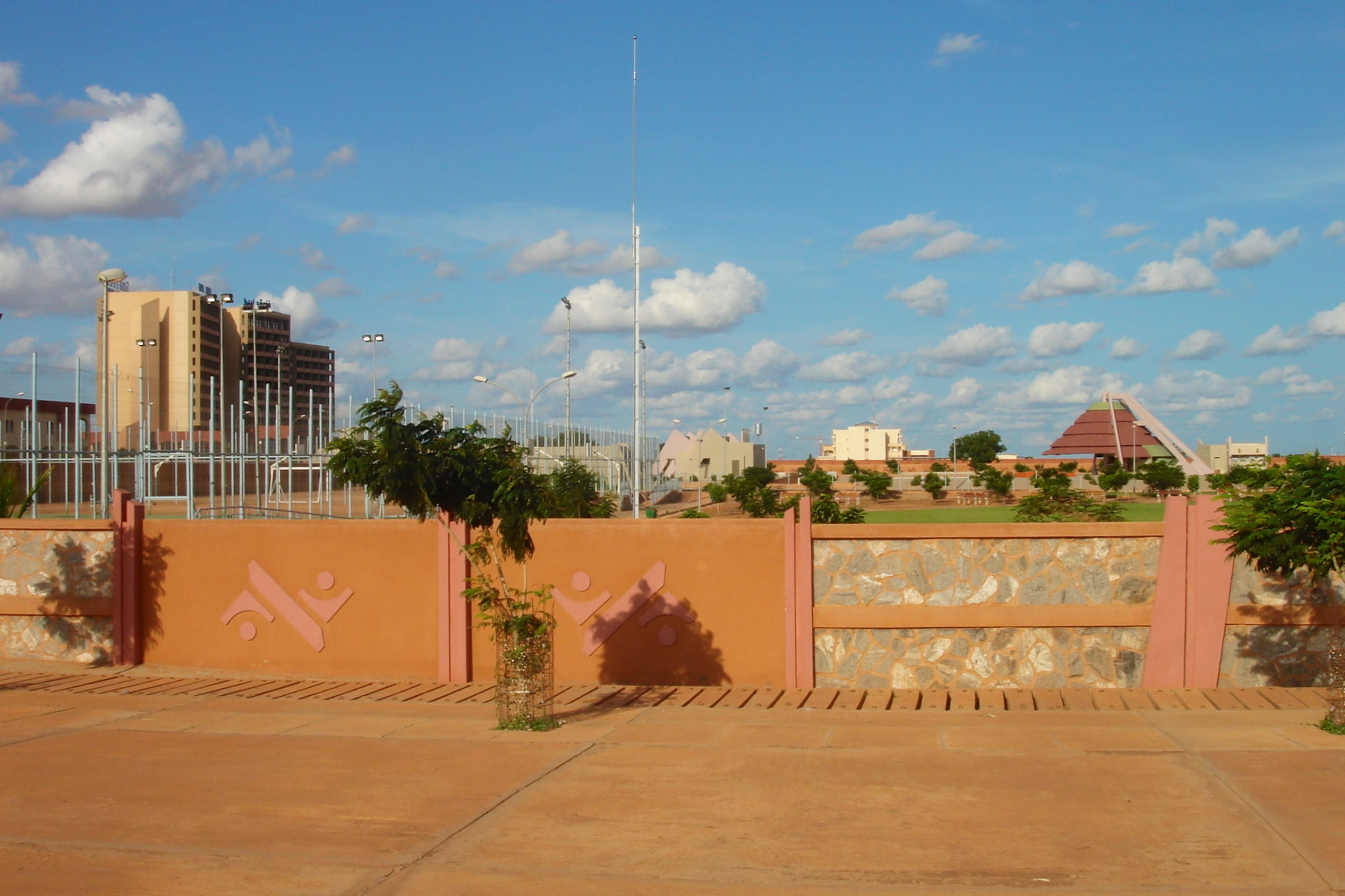
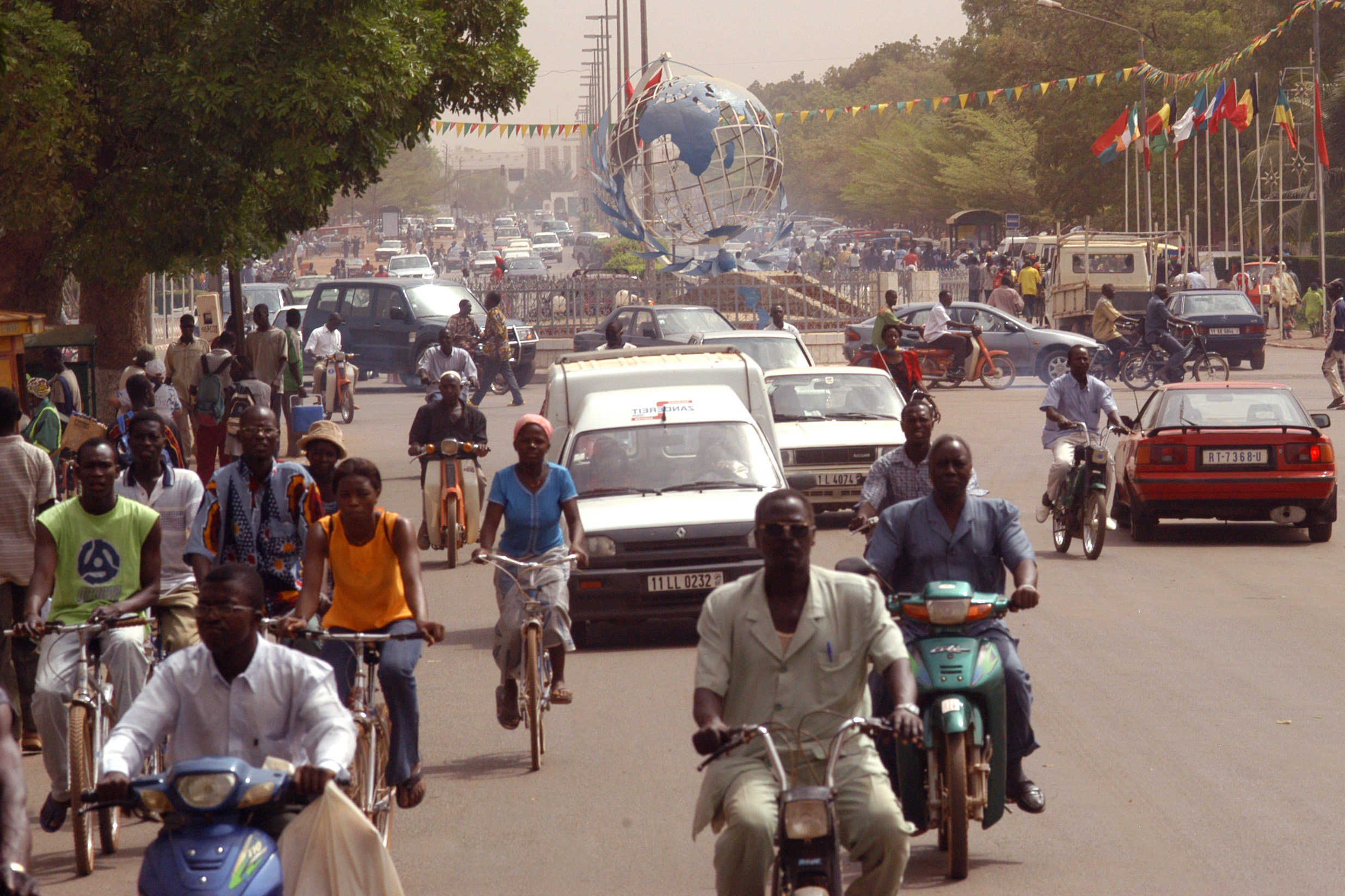
Площа ООН